# Wergu Wetan
Wergu Wetan is een bestuurslaag in het regentschap Kudus van de provincie Midden-Java, Indonesië. Wergu Wetan telt 4988 inwoners (volkstelling 2010).